# Statischer Blindleistungskompensator
Ein Statischer Blindleistungskompensator (engl.: static VAR compensator, SVC) ist eine Anlage die zur Kompensation von Blindleistung in elektrischen Energieübertragungsnetzen eingesetzt werden kann. Die Bezeichnung statisch drückt aus, dass die Kompensation ohne Einsatz von rotierenden Maschinen wie Drehstrom-Synchronmaschinen im Phasenschieberbetrieb erfolgt. 

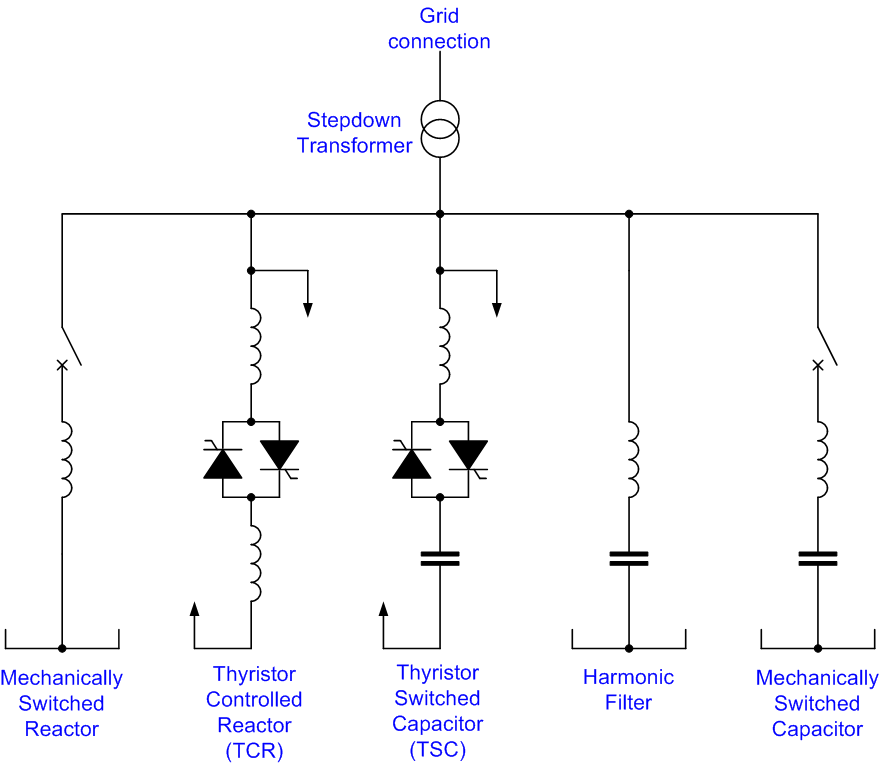
Einliniendiagramm einer statischen Blindleistungskompensation

Im Unterschied zu rotierenden Phasenschiebern mit Synchrongeneratoren besteht ein SVC aus einer Kombination von Kondensatoren und Spulen, die bei der Querkompensation parallel zur zu kompensierenden Last bzw. zum zu kompensierenden Netzabschnitt angeordnet sind. Durch Thyristoren wird der Stromfluss in den einzelnen Komponenten geregelt und somit der Grad der Blindleistungskompensation. Gegenüber rotierenden Maschinen hat dies den Vorteil, dass kein Verschleiß der Anlage stattfindet, außerdem ist durch einen statischen Kompensator ein weitaus schnelleres und dynamischeres Reagieren auf Lastschwankungen möglich.
Damit die Betriebsspannungen im Bereich der Kompensationsschaltung nicht zu hoch und damit unwirtschaftlich ist, sind die SVC typischerweise über eigene Leistungstransformatoren oder über Tertiärwicklungen an das Übertragungsnetz angeschlossen und werden üblicherweise im Spannungsbereich von einigen 10 kV betrieben.
Ein SVC wird tatsächlich vorwiegend nicht zur Blindleistungskompensation, sondern für verschiedene andere Aufgaben genutzt:
- Spannungsstabilisierung durch geregeltes Bereitstellen von kapazitiver und induktiver Blindleistung
- Dämpfung von subsynchronen Schwingungen im Netz, die zu Netzausfällen führen könnten
- Kompensation von Flicker

Die Aufgabe der reinen Blindleistungskompensation wird üblicherweise durch geschaltete Spulen und Kondensatoren realisiert, welche unabhängig von der Blindleistungskompensationsanlage im Stromnetz installiert sein können.
Eine Erweiterung, welche neben einer statischen Blindleistungskompensation bzw. Blindleistungserzeugung in Quer- und Längskompensation auch gezielt Wirkleistungsflüsse in Leitungen von elektrischen Energienetzen steuern kann, sind die Unified-Power-Flow-Controller (UPFC) und Static Synchronous Compensator (STATCOM). Der STATCOM und der allgemeine UPFC kann die Anlagen zur statischen Blindleistungskompensation komplett ersetzen.

## Realisierte Anlagen in Hochspannungsnetzen
Im deutschsprachigen Raum:
- Umspannwerk Lübeck-Siems
- Gleichstromkurzkupplung Dürnrohr
- Umspannwerk Wien-Südost

In Kanada:
- Lévis-Enteiser